# Chiliens d'origine britannique
Les Chiliens britanniques sont issus de familles  venues des îles britanniques. Ce sont des chiliens anglais, écossais, irlandais et gallois. Les taux des écossais et des gallois sont plus élevés en Patagonie , dans la Province d'Aysén et dans la Région de Magallanes et de l'Antarctique chilien. Le taux le plus élevé de chiliens britanniques se situe à Punta Arenas, Santiago du Chili, Valparaiso, Concepcion, Viña del Mar et Antofagasta.

## Histoire

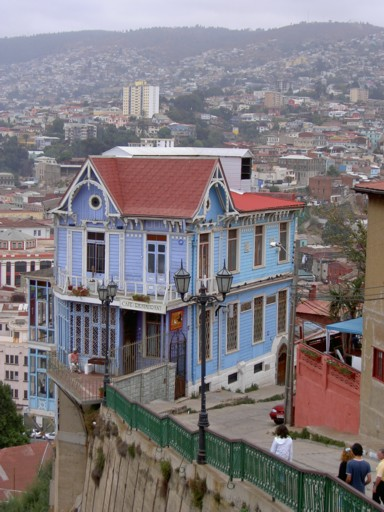
Maisons de style victorien à Valparaíso.

Les principales communautés britanniques du Chili, (Colonia Britanica) , se sont formées à un moment clé de l'immigration britannique au Chili en 1811, quand le libre-échange fut institué. Il fut renforcé avec les lois en 1824 et 1845 encourageant l'immigration.

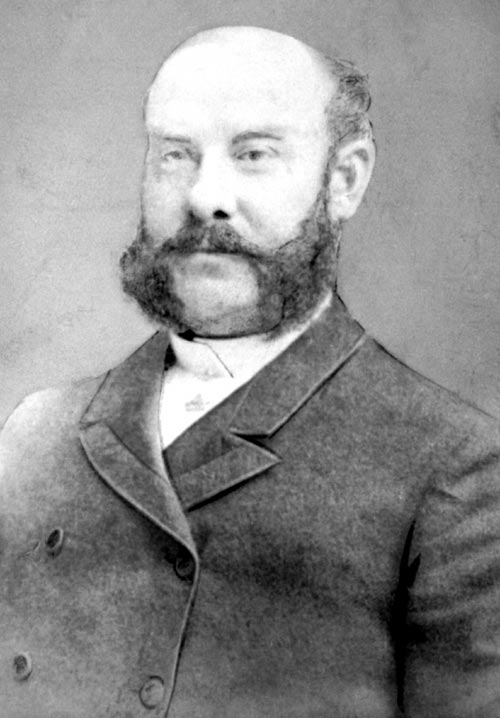
John Thomas North

Sur la côte ouest du Chili la présence britannique est plus significative . Plus de 50 000. Les immigrants britanniques s'y sont installés de 1840 à 1914, notamment dans la  province Magallane , notamment dans le port de Punta Arenas par lequel transitaient les navires traversant le détroit de Magellan de l'Atlantique à l'océan Pacifique. Environ 32 000 Anglais se sont installés à Valparaíso, au point d'en faire pratiquement une colonie britannique de la fin du XIXe siècle au début du XXe siècle. Cependant, l'ouverture du canal de Panama en 1914 et le déclenchement de la Première Guerre mondiale a conduit bon nombre d'entre eux à quitter la ville ou à revenir en Europe.
Dans Valparaíso , ils ont créé leur plus grande et la plus importante colonie, en y aménageant des quartiers avec une spécificité britannique: les écoles, les clubs sociaux , les clubs sportifs , les organisations professionnelles et périodiques . Cette influence rest très vivace aujourd'hui dans des secteurs comme les banques, la marine, et dans certaines activités telles que le football (soccer), les courses de chevaux et la cérémonie du thé.
Lors du mouvement d' indépendance (1818), les britanniques ont formé la marine chilienne , sous le commandement de Lord Cochrane  et ce sont les marins britanniques qui ont contribué au développement de la marine chilienne dans le Pacifique Sud. Le Chili a remporté deux guerres, la première contre la Confédération Pérou-Bolivienne et la seconde, la guerre du Pacifique , en 1878-79, contre une alliance entre le Pérou et la Bolivie . La «Révolution libérale-socialiste de 1891» a introduit des réformes politiques inspirées de la pratique parlementaire britannique et de la législation.
Les immigrants britanniques occupèrent également la zone nord du pays dans les ports d' Iquique et de Pisagua réputée pour l'exploitation des mines des nitrates. John Thomas North (en) fut le principal magnat de cette industrie. L'héritage britannique se reflète dans les rues du quartier historique de la ville d'Iquique, avec la fondation de diverses institutions, comme le Club Hípico (Racing Club). Néanmoins, la présence active britannique a pris fin avec la crise du salpêtre dans les années 1930.
Un important contingent d'immigrants britanniques (principalement écossais et irlandais) est arrivé entre 1914 et 1950, s'installant dans la région actuelle de Magallane . Des familles britanniques ont été établies dans d'autres régions du pays, telles que Santiago , Coquimbo , le Royaume d'Araucanie et de Patagonie et Chiloé .

## Héritage culturel et technologique
L'héritage culturel des Britanniques au Chili est remarquable et s'est étendu au-delà de la communauté chilienne britannique à la société dans son ensemble. Une coutume prise aux Britanniques est le thé de l'après - midi , appelé «onces» par les Chiliens. Un autre héritage intéressant, bien que particulier, est la quantité d'utilisation du premier nom britannique [ clarification nécessaire ] par les Chiliens.
La technologie britannique dans les domaines des mines, des chemins de fer, des infrastructures maritimes et d'autres applications industrielles a prédominé au Chili dans la seconde moitié du XIXe siècle, se poursuivant tout au long des années 1930. Le livre de Manuel A. Fernández, "Technology and British Nitrate Enterprises in Chile, 1880-1914" (numéro 34 de Occasional Papers - Institute of Latin American Studies, Université de Glasgow, ISSN 0305-8646) détaille certaines des contributions technologiques britanniques au développement. de l’industrie minière chilienne. Des avantages similaires ont été constatés dans les industries des chemins de fer et de la transformation de la viande. De nombreux ingénieurs et techniciens britanniques, venus au Chili pour soutenir l'équipement britannique, sont restés dans le pays. Même le système moderne de phares du Chili était en grande partie le résultat de l'expertise et de la technologie britanniques: vers la fin duXIXe siècle.
Le Chili compte actuellement la plus grande population issue des colonies britanniques implantées en Amérique latine, avec plus de 700 000, soit environ 4% de la population chilienne.

## Personnalité chiliennes

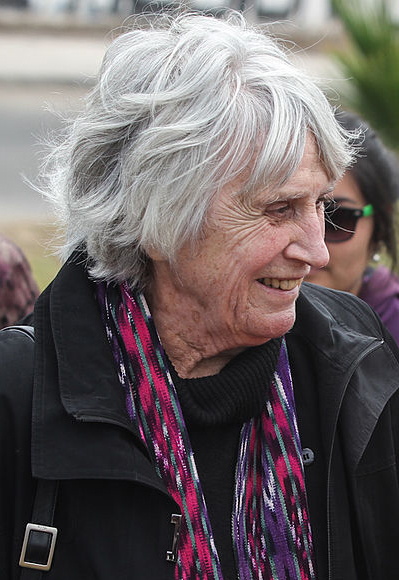
Joan Jara.

- William Beausire, courtier britannique
- Claudio Bunster, physicien théoricien
- Carlos Ibáñez del Campo, Président (famille Evans)
- Daniella Campos Lathrop, présentatrice  TV  et mannequin
- Marta Colvin, sculptrice et peintre
- Alejandro Foxley, académicien et homme politique
- Alberto Blest Gana, écrivain et diplomate
- Joan Jara, danseuse, ancienne épouse (veuve) du poète et compositeur chilien Victor Jara
- Gustavo Leigh Guzman, Général Air Force et membre du Gouvernement de la junte de1973
- Sergio Livingstone Pohlhammer, footballeur et chroniqueur sportif TV
- Benjamín Vicuña Mackenna, homme politique, écrivain, historien et naturaliste, nom de famille Mckenna d'origine irlandaise
- Agustín Ross, homme politique, juriste, banquier et diplomate chilien
- Felipe Seymour, footballeur
- María Elena Swett, actrice
- Robert Winthrop Simpson, officier
- Andrés Wood, cinéaste